# Erik Israelsson
Erik Gustav Roger Israelsson (Kalmar, 25 febbraio 1989) è un ex calciatore svedese, di ruolo centrocampista o attaccante.

## Carriera

### Club
È entrato a far parte del Kalmar all'età di 16 anni, inizialmente solo a livello di settore giovanile. Il suo debutto in Allsvenskan è avvenuto 3 anni più tardi, nel 2008, nella stagione del primo scudetto del club biancorosso. Durante quest'annata Israelsson ha collezionato 3 presenze, così come ha poi fatto l'anno seguente. Nel 2010 ha trovato maggiore spazio, partendo titolare in 21 partite sulle 24 da lui giocate. L'anno successivo è il miglior marcatore della sua squadra, con 7 reti segnate. Nel 2013 è stato costretto a perdere gran parte della stagione per una frattura ad un piede già infortunato in precedenza.
A partire dalla stagione 2014 è passato dal Kalmar all'Hammarby insieme al tecnico Nanne Bergstrand, contribuendo alla promozione dalla Superettan alla Allsvenskan con 4 gol e 4 assist in 25 partite. Il 27 settembre 2015 ha deciso il derby Hammarby-AIK (1-0) con un colpo di testa all'88' minuto, ma nell'occasione ha sbattuto il capo contro un avversario e contro il suolo, rimanendo a terra privo di sensi: la partita è stata sospesa per oltre 20 minuti, mentre il giorno dopo è stato comunicato che Israelsson ha riportato una grave commozione cerebrale e una frattura alla caviglia. Nell'occasione, i cori di morte da parte dei tifosi avversari avevano suscitato numerose polemiche.
Prima dell'inizio della stagione 2016 ha firmato un nuovo contratto che lo lega al club biancoverde fino al 2018. Con 10 reti è stato il miglior marcatore dell'Hammarby nell'Allsvenskan 2016.
Nel gennaio 2017 l'Hammarby ha trovato un accordo con gli olandesi del PEC Zwolle per la cessione del giocatore. Il 5 febbraio ha debuttato ufficialmente con la nuova maglia, in occasione della sfida vinta per 2-3 sul campo dello Sparta Rotterdam. In questa partita, Israelsson è entrato in campo all'82' minuto e ha segnato la rete del temporaneo 0-3 quattro minuti dopo.
Nei Paesi Bassi è rimasto in realtà solo per una stagione e mezzo, visto che il 31 luglio 2018 è stato presentato dai norvegesi del Vålerenga: l'accordo prevedeva un prestito iniziale per un anno – fino alla scadenza del contratto con il club olandese – ma allo stesso tempo è stato reso noto il suo ingaggio a titolo definitivo a partire dall'estate seguente.
Il 16 marzo 2020 è stato invece il Kalmar ad annunciare l'ingaggio di Israelsson, trasferimento che si sarebbe concretizzato a tutti gli effetti il successivo 1º agosto una volta raggiunta la scadenza contrattuale con il Vålerenga. Il giocatore dunque ha fatto ritorno al club biancorosso a 6 stagioni e mezzo dall'ultima parentesi, ritrovando nuovamente il tecnico Nanne Bergstrand. Alcuni problemi fisici hanno tuttavia limitato il suo utilizzo, tanto che nel campionato 2021 ha totalizzato solo un gol in 9 apparizioni, mentre nel campionato 2022 ha collezionato solo 7 presenze, tutte dalla panchina, senza mai andare in gol. Proprio a causa degli infortuni, nel settembre 2022 aveva comunicato che si sarebbe ritirato dopo l'ultima giornata dell'Allsvenskan 2022, in programma il successivo 6 novembre.

### Nazionale
Ha giocato nelle nazionali giovanili svedesi Under-17, Under-19 ed Under-21.